# 장애인 인권 헌장
장애인 권리 헌장(障碍人 權利 憲章)은 1998년 12월 9일 대한민국 국회에서 채택된 대한민국 장애인 인권선언이다.

## 개요
장애인들은 사회의 여러 가지 편견과 차별대우, 장애인에 대한 법적 보호의 미흡 등 그 열악한 조건을 이겨내고 모든 사람과 마찬가지로 "존엄한 인간"임을 확인하기 위하여, 1975년 12월 9일에 국제연합 총회에서 채택된 장애인 권리 선언을 근거로, 1998년 12월 9일 대한민국의 특수성을 감안하여 국회에 의하여 헌장으로 채택되고 전국민과 국가에 의하여 존중되기를 열망하면서 장애인 인권 헌장을 선포하였다.

## 장애인 인권 헌장
1) 장애인은 모든 인간이 누리는 기본인권을 당연히 누려야 하며 그 인격의 존엄성은 충분히 존중되어야 한다. 장애인이라는 이유로 같은 시대의 같은 사회의 다른 사람이 누리는 권리, 명예, 특전이 거부되거나 제한되어서는 아니된다.
2) 장애인에게는 다른 모든 사람과 마찬가지로 가능한 한 정상적이고 원만하게 인간다운 삶을 영위할 수 있도록 모든 기회와 편의가 제공되어야 한다.
3) 장애인은 다른 사람과 동일한 정치적 권리를 가지며 사회가 제공하는 모든 기회와 편의를 이용할 수 있다.
4) 국가는 장애인이 혼자 힘으로 행동하고 생활할 수 있도록 조치를 취할 의무가 있으며 모든 장애인은 그것을 요구하고 이용할 권리가 있다.
5) 장애인은 자신이 가진 능력을 최대한으로 개발하고 가능한 한 빨리 그리고 쉽게 사회에 적응할 수 있도록 하기 위하여 필요한 각종 보조기구, 모든 의료혜택, 의학적 및 사회적 재활교육, 직업훈련 및 직업알선, 상담 등 각종 사회 서비스를 받을 수 있어야 한다.
6) 장애인은 인간다운 생활과 사회활동의 안정을 보장받기 위하여 자신의 능력에 따라 직업을 선택하여 생산적인 경제활동을 할 수 있고 응당한 보수를 받을 권리가 있으며, 노동조합에 가입할 권리가 있다.
7) 국가가 수립하고 시행하는 사회, 경제, 교육, 문화 등 제반분야의 정책과 교통, 교육, 문화 등 각종 시설에 장애인들이 가지고 있는 특수한 필요와 상황이 반드시 감안되어야 한다.
8) 장애인은 가족과 동거할 권리가 있으며 사회의 각종 활동에 차별대우를 받지 않고 참여할 권리가 있다. 장애인의 이익을 위한 경우 이외에는 주거환
경에 있어서 차별대우를 받아서는 아니되며, 장애인의 이익을 위하여 필요하다고 인정되는 별도의 주거지역은 같은 연령의 다른 사람들이 정상적인 생활을 하는 곳에 가능한 한 가까워야 한다.
9) 장애인은 모든 종류의 착취로부터 보호를 받아야 하며, 어떤 종류건 어떠한 명목이든 차별대우나 천대를 받아서는 아니되며, 누구를 막론하고 장애인 복지를 빙자하여 개인적 부를 축적하여서는 아니된다.
10) 혼자 힘으로 의사결정을 할 수 없는 장애인이나 그 가족들의 인간다운 삶을 보장하기 위하여 국가는 그에 알맞은 특별한 정책 배려를 하여야 한다.
11) 장애인은 자신의 권익을 보호받기 위하여 필요한 경우에는 상당한 법률적 도움을 받을 수 있어야 한다.
만약 장애인들이 법적인 제재를 받아야 하는 경우에도 그들의 육체적, 정신적 특수 조건이 충분히 고려되어야 한다.
12) 장애인의 권리와 복지에 관한 모든 시책이 제정되고 시행되는 경우 장애인들의 의사가 충분히 반영되어야 하며, 장애인들이 자발적으로 참여하는 조
직체의 자문을 받아야 한다.
13) 모든 교육기관과 언론매체들은 장애인에 대하여 가지고 있는 우리 사회의 오해와 편견을 제거하는데 앞장서야 하며, 장애인에 대한 부정적인 표현을 삼가하여야 한다.
14) 장애인과 그 가족 그리고 장애인 단체들은 이 선언에 포함된 모든 권리에 대하여 충분한 정보를 얻을 수 있어야 한다.

## 같이 보기
- 〈정신지체인 권리 선언〉(1971년)
- 장애인 권리 선언 (1975년)
- 세계 장애인의 해(1981년)
- 장애인에 관한 세계 행동 계획(1982년)
- 국제 연합 장애인의 해 10년(1983년~1992년)
- 장애인의 기회 평등화에 관한 기본 규칙(1993년)
- 대한민국 한국 장애인 인권 헌장 선포(1998년)